# Worja (Kljasma)
Die Worja (russisch Воря) ist ein Fluss in der östlichen Oblast Moskau (Russland) und ein linker Nebenfluss der Kljasma und Teil des Flusssystems der Wolga. Sie ist nicht zu verwechseln mit dem gleichnamigen Nebenfluss der Ugra im Grenzgebiet zwischen den Oblasten Moskau und Smolensk.

## Allgemeines
Die Worja ist 99 km lang und in ihrem Mündungsbereich etwa 10 bis 15 Meter breit. Sie entspringt im Rajon Dmitrow im Nordosten der Oblast Moskau, nahe dem Dorf Prokschino, das sich etwa in der Mitte zwischen den Städten Dmitrow und Sergijew Possad befindet. In seinem Oberlauf stellt der Fluss einen schmalen Bach dar, der nahe der Ortschaft Oserezkoje zunächst in einen See sowie durch ein Sumpfgebiet fließt, erst danach erreicht die Worja die Breite eines Flusses und fließt unter anderem vorbei am ehemaligen Künstlerdorf Abramzewo sowie der Mittelstadt Chotkowo. Etwa 40 km weiter flussabwärts durchfließt die Worja das Stadtgebiet von Krasnoarmeisk und verläuft weiter in Richtung Süden, bis sie unmittelbar östlich der Stadt Lossino-Petrowski in die Kljasma mündet.
Die Worja ist aufgrund ihrer geringen Breite nicht schiffbar, der Abschnitt flussabwärts von Abramzewo ist jedoch wegen der relativ schnellen Strömung bei Kanusportlern beliebt. Trotz der Vielzahl kleinerer Ortschaften am Flussufer sowie mehrerer Industriebetriebe (darunter der Textilfabrik in Krasnoarmeisk) gilt die Worja als ein landschaftlich attraktiver Fluss, deren größtenteils mit Nadel- und Mischwäldern bewachsene Ufer gerne als Naherholungsziel genutzt werden.
Eine Besonderheit der Worja besteht in ihrer niedrigen Wassertemperatur, die – bedingt durch die Vielzahl von Quellen, die den Fluss auf seinem gesamten Verlauf speisen – auch in den Sommermonaten nur etwa 5 bis 7 °C beträgt.

## Etymologie
Der Ursprung des Hydronyms Worja wird in der finno-ugrischen Sprache des Volkes Merja vermutet, dass im 1. Jahrtausend n. Chr. große Teile der heutigen mittelrussischen Gebiete besiedelte. 1327 wurde in altrussischen Urkunden erstmals das nach dem Fluss benannte Dorf Worja, ein Besitztum des Großfürsten Iwan Kalita, erwähnt.